# سانی آباچا
سانی آباچا (انگلیسی: Sani Abacha؛ ۲۰ سپتامبر ۱۹۴۳ – ۸ ژوئن ۱۹۹۸) یک ژنرال ارتش و سیاست‌مدار اهل نیجریه که از سال ۱۹۹۳ تا سال ۱۹۹۸ میلادی عملاً به عنوان دهمین رئیس جمهور نیجریه حکومت کرد. رژیم آباچا با وجود آن که رشد اقتصادی چشمگیر برای نیجریه به ارمغان آورد، همواره متهم به نقض گسترده حقوق بشر شده است.
طبق گزارش شفافیت بین‌الملل، وی ۵ میلیارد دلار از درآمدهای دولت نیجریه را حیف و میل کرد. این رقم معادل ۱۰ درصد کل درآمد سالانه نیجریه از صادرات نفت این کشور در پنج سال دوران ریاست‌جمهوری آباچا بوده است. البته باید به این نکته نیز اشاره کرد که در سال ۲۰۰۲ اعضای خانواده وی با بازگرداندن ۲/۱ میلیارد دلاری که از بانک مرکزی نیجریه توسط آباچا اختلاس شده بود، موافقت کردند.